# Jean-Pierre Lebouder
Jean-Pierre Lebouder, né en 1944, est un homme d'État centrafricain, Premier ministre du 12 novembre 1980 au 4 avril 1981.

## Biographie
Agronome formé à Toulouse (France), il entame une carrière de haut fonctionnaire à la Banque mondiale, puis dirige l'Union cotonnière centrafricaine. Il est nommé par Bokassa, ministre du Développement rural en 1976, puis ministre du Plan en 1978, il conserve son poste après l'arrivée au pouvoir de David Dacko.

### Carrière politique
Le gouvernement Lebouder organise le Séminaire national de réflexion, qui a lieu en mars 1980. Il y fut débattu du projet de nouvelle constitution consacrant le multipartisme. Cette dernière sera soumise au référendum du 1er février 1981 et approuvée à 98,55% des suffrages exprimés.
Sous la présidence de Bozizé, lors du remaniement du 12 décembre 2003, il obtient le portefeuille de Ministre d'État, chargé du Plan, de l'Économie, des Finances, du Budget et de la Coopération internationale, dans le gouvernement Gaombalet 1, il démissionne en août 2004.